# Ca sĩ mặt nạ
Ca sĩ mặt nạ (tên đầy đủ: Ca sĩ mặt nạ – The Masked Singer Vietnam hay đơn giản là The Masked Singer Vietnam) là một chương trình truyền hình thực tế về âm nhạc được phát sóng trên kênh HTV2, VTVCab 1 và ứng dụng VieON. Đây là phiên bản Việt Nam thứ hai của chương trình truyền hình King of Mask Singer của Munhwa Broadcasting Corporation của Hàn Quốc, sau Mặt nạ ngôi sao vào năm 2017.

## Định dạng
Mỗi mùa phát sóng của Ca sĩ mặt nạ bao gồm các thí sinh là những nghệ sĩ có khả năng ca hát. Họ sẽ hóa trang trong những bộ mascot do chương trình cung cấp; danh tính thật của họ được giấu kín trong suốt quá trình họ tham gia chương trình. Khi mỗi nhân vật xuất hiện, chương trình sẽ cung cấp một gợi ý bằng video giới thiệu với những manh mối có quan hệ mật thiết với nhân vật đó. Nhân vật sau đó sẽ thể hiện một ca khúc được phối lại và thể hiện bằng giọng thật của mình. Các cố vấn có quyền đặt câu hỏi cho nhân vật để hiểu thêm thông tin về nhân vật đó, đồng thời cũng được cung cấp những manh mối khác về nhân vật để ban cố vấn có thể dự đoán nhân vật đó là ai. Trong suốt quá trình tham gia chương trình cho đến khi bị cởi bỏ mặt nạ, trừ khi thể hiện giọng hát của mình, nhân vật sẽ trò chuyện bằng giọng khác với giọng thật.
Sau khi nhân vật bí ẩn hoàn thành tiết mục trình diễn đầu tiên của mình, mỗi thành viên trong ban cố vấn ghi lại "ấn tượng đầu tiên" về nhân vật đó bằng cách ghi tên mà họ nghĩ là tên thật của nhân vật và gửi về cho chương trình. Nội dung mà họ ghi lại vào tờ giấy được giữ kín cho đến khi nhân vật đó cởi bỏ mặt nạ và tiết lộ danh tính thật của mình (lưu ý rằng trong tờ giấy có thể ghi nhiều hơn một cái tên, nhưng chỉ có cái tên đầu tiên được ghi vào sẽ được tính đến khi xét kết quả, những cái tên sau nếu đúng cũng không được công nhận).
Kết thúc phần thể hiện của tất cả các nhân vật trong cùng một tập, hội đồng cố vấn và 99 khán giả trong trường quay tại thời điểm ghi hình sẽ bình chọn cho nhân vật mà mình yêu thích. Tổng số phiếu của ban cố vấn và các khán giả cho từng nhân vật được quy đổi ra phần trăm bình chọn cho mỗi nhân vật. Nhân vật nào có tỷ lệ bình chọn thấp nhất sẽ phải cởi bỏ mặt nạ và tiết lộ danh tính thật của mình. 

### Mùa 1
15 thí sinh tham gia chương trình được chia làm ba bảng. Trong ba tập đầu tiên, không có ai bị loại; kết quả được cộng dồn vào ba tập tiếp theo (trong cùng một bảng đấu) để có kết quả cuối cùng.
- Từ tập 4 đến tập 9, chỉ có một lượt bình chọn, nhân vật có tỷ lệ bình chọn thấp nhất sẽ phải lộ diện.
- Từ tập 10 đến tập 12, các nhân vật được xếp lại thành ba nhóm đấu, mỗi nhóm gồm ba nhân vật đến từ ba bảng. Chỉ một nhân vật có tỷ lệ bình chọn cao nhất được an toàn, hai nhân vật còn lại biểu diễn trong một vòng đối đầu trực tiếp và ban cố vấn sẽ quyết định người chiến thắng.
- Tập 13 và 14, các nhân vật còn trụ lại biểu diễn hàng tuần, mỗi tập sẽ lộ diện một nhân vật cho đến khi chỉ còn Top 4.
- Tại đêm Bán kết (tập 15), bốn nhân vật được kết hợp với bốn mascot hỗ trợ hoàn toàn mới.
- Tại đêm Chung kết (tập 16), bốn nhân vật tham gia biểu diễn một tiết mục đơn và một tiết mục chung cho cả bốn nhân vật; tất cả các bài hát đều là sáng tác hoàn toàn mới). Tổng số điểm bình chọn trong đêm Bán kết và Chung kết sẽ quyết định Top 3 chung cuộc và mascot còn lại phải lộ diện vào cuối đêm Chung kết.
- Top 3 sau đó bước vào vòng bình chọn trực tuyến từ sau đêm Chung kết đến đêm Concert vào ngày 19 tháng 11 năm 2022. Kết quả cuối cùng được công bố vào đêm trao giải tại All-Star Concert.[2]

Nhân vật có tỷ lệ bình chọn cao nhất trong Top 3 sẽ đoạt ngôi vị quán quân, sở hữu chiếc cúp "Mặt nạ vàng" và số tiền thưởng 400 triệu đồng (300 triệu đồng từ nhà sản xuất Vie Channel và 100 triệu đồng từ nhà tài trợ Ngân hàng Quốc tế VIB, trao qua thẻ VIB Travel Elite). Á quân và giải ba sẽ nhận giải thưởng lần lượt trị giá 200 triệu đồng và 100 triệu đồng từ nhà sản xuất Vie Channel cùng với kỷ niệm chương của chương trình.
Ngoài ra, giữa các cố ván còn có chiếc cúp "Lỗ tai vàng" dành cho cố vấn xuất sắc nhất của mùa đó. Sau khi mỗi nhân vật lộ diện, dự đoán của mỗi cố vấn sẽ được công bố. Nếu cố vấn khách mời tham gia tập chào sân không tham gia tập mà nhân vật lộ diện, chỉ có kết quả của ba cố vấn chính sẽ được công bố. Mỗi lượt đoán đúng nhân vật sẽ giúp cố vấn có 1 điểm. Sau khi cả 15 nhân vật lộ diện (từ tập 4-14 và Chung kết, mỗi tập tiết lộ 1 nhân vật, riêng đêm All Star Concert tiết lộ cả 3 nhân vật cuối cùng), vị cố vấn sở hữu điểm số cao nhất sẽ nhận được chiếc cúp "Lỗ tai vàng" của chương trình.

### Mùa 2
Trong 3 tập đầu tiên, 12 nhân vật được chia làm 3 bảng đấu. Cuối mỗi tập, hai nhân vật có điểm bình chọn cao nhất từ khán giả bước vào vòng 2, hai nhân vật còn lại đối đầu trực tiếp trong một ca khúc và khán giả cùng ban cố vấn sẽ bình chọn một người đi tiếp (bình chọn của thành viên ban cố vấn sẽ có giá trị gấp 10 lần). Những nhân vật bị loại sẽ phải lộ diện ngay từ vòng đầu tiên.
- Từ tập 4 đến tập 6, mỗi bảng sẽ có thêm hai nhân vật mới; kết thúc cả 5 tiết mục sẽ tiến hành bình chọn và lộ diện 1 nhân vật có số lượng bình chọn thấp nhất.
- Từ tập 7 đến tập 9, các mascot tiếp tục được chia thành 3 bảng đấu mới, với ba mascot có điểm cao nhất ở vòng 2 là người dẫn đầu ba bảng, chín mascot còn lại được xếp ngẫu nhiên. Luật thi đấu tương tự vòng 2.
- Từ tập 10 đến tập 12, 9 mascot còn lại sẽ biểu diễn một tiết mục. Một nhân vật cao điểm nhất bước vào vòng trong, hai nhân vật còn lại biểu diễn đối đầu trực tiếp (giống như vòng 1).
- Tập 13 và 14, các nhân vật còn trụ lại sẽ biểu diễn hàng tuần, sau mỗi tập sẽ lộ diện 1 nhân vật cho đến khi chỉ còn Top 4 chung cuộc.
- Tại đêm Bán kết (Tập 15), 4 nhân vật sẽ được kết hợp với 4 mascot đã tham gia và lộ diện trước đó.
- Tại đêm Chung kết (tập 16), 4 nhân vật sẽ tham gia biểu diễn tiết mục đơn lẻ được chương trình sáng tác hoàn toàn mới và cùng biểu diễn trong một tiết mục cuối cùng (cũng được sáng tác hoàn toàn mới). Tổng số điểm bình chọn trong đêm Bán kết và Chung kết sẽ quyết định Top 3 chung cuộc và mascot còn lại sẽ lộ diện vào cuối đêm Chung kết.
- Top 3 chung cuộc sẽ bước vào vòng bình chọn trực tuyến từ sau đêm Chung kết đến đêm Concert vào ngày 16 tháng 12 năm 2023. Kết quả cuối cùng được công bố vào đêm trao giải tại All-Star Concert.

Luật tranh cúp "Tai vàng" của mùa 1 được giữ nguyên (chỉ khác ở chỗ mùa này có mascot đôi, ban cố vấn phải đoán chính xác cả hai nghệ sĩ ẩn sau mascot đôi thì mới được tính điểm, còn chỉ đúng 1 trong 2 thì không được điểm). Vào tập cuối cùng, cố vấn có số điểm cao nhất sau khi tất cả các mascot lộ diện sẽ thắng giải "Tai vàng" cùng phần thưởng 100 triệu đồng từ nhà tài trợ 1664 Blanc.
Giống như ở mùa trước, quán quân của mùa 2 cũng sẽ nhận chiếc cúp "Mặt nạ vàng" và tiền thưởng 400 triệu đồng (300 triệu đồng từ nhà sản xuất Vie Channel và 100 triệu đồng từ nhà tài trợ Ngân hàng Quốc tế VIB, được trao qua thẻ VIB Super Card). Á quân và Top 3 sẽ nhận giải thưởng lần lượt trị giá 200 triệu đồng và 100 triệu đồng từ nhà sản xuất Vie Channel cùng với kỷ niệm chương của chương trình.

## Sản xuất

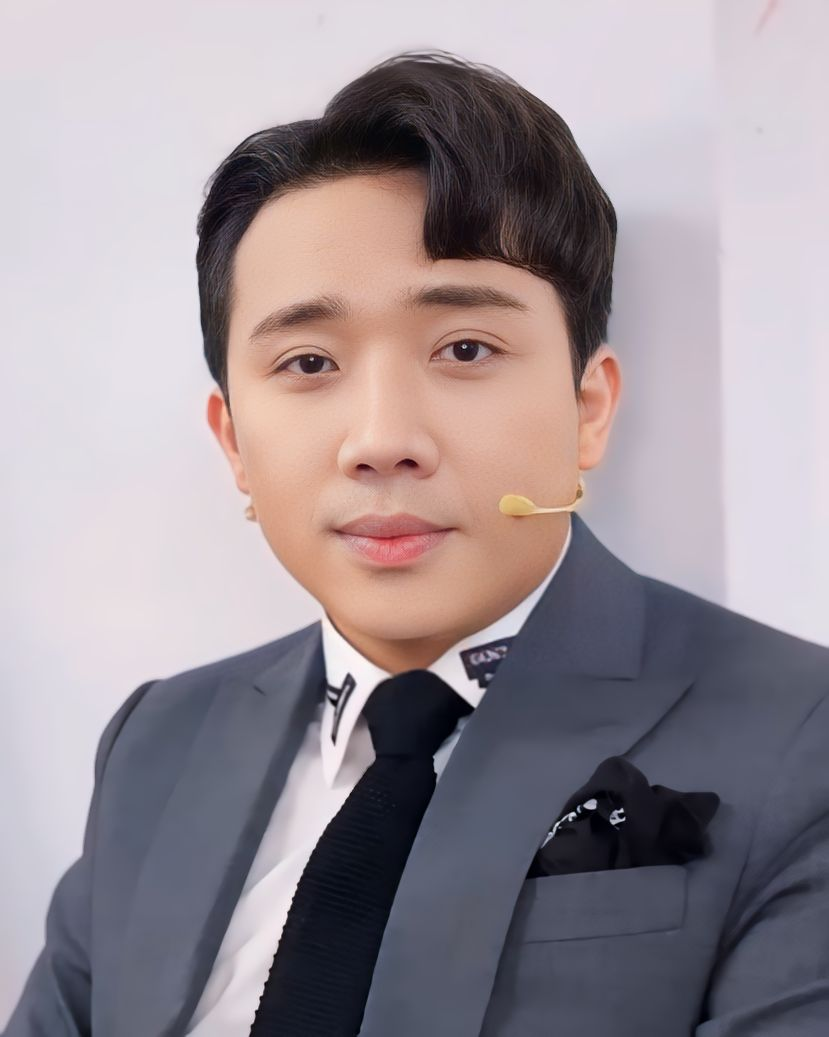
Trấn Thành là một trong những cố vấn cố định của chương trình.

### Lịch sử
Đầu tháng 7 năm 2022, công ty Vie Channel đã thông báo trên  fanpage của mình rằng họ đã mua được bản quyền của chương trình truyền hình Hàn Quốc King of Mask Singer, một chương trình đã gây ấn tượng với khán giả tại Hàn Quốc và Mỹ. Sau đó, chương trình bắt đầu tung các đoạn teaser giới thiệu về các nhân vật xuất hiện trong chương trình.
Ngày 6 tháng 7 năm 2022, chương trình chính thức công bố dàn cố vấn của chương trình. Trong đó, Trấn Thành, Tóc Tiên, Wowy và Đức Phúc sẽ đảm nhiệm vai trò cố vấn cố định của chương trình. Chia sẻ khi được làm cố vấn của chương trình, Trấn Thành cho biết: "...Đựợc đứng trên sân khấu của một chương trình âm nhạc được đầu tư tầm cỡ như thế này thật sự đó là một điều vinh dự cho tôi. Lâu lắm rồi, tôi mới có được cảm giác một chương trình lớn đang chờ đợi sự bùng nổ...".
Về ý tưởng sản xuất chương trình, trao đổi với báo Thanh Niên, đại diện truyền thông công ty Vie Channel - đơn vị sản xuất và phát sóng chương trình, cho biết: "Chúng tôi nhận thấy âm nhạc Việt Nam có nhiều ca sĩ tiềm năng và hát rất hay nhưng dường như đang bị mai một và thiếu cơ hội phát triển trước trào lưu nhạc điện tử... Nếu những tài năng này có cơ hội và sân khấu âm nhạc để phô diễn tài năng thì tại sao chúng tôi không làm điều này để giúp âm nhạc chuyên nghiệp hồi sinh?".
Theo tiết lộ của đơn vị sản xuất, họ đã phải mất hơn 2 năm để có thể sản xuất, ghi hình và phát sóng Ca sĩ mặt nạ. Theo kế hoạch ban đầu, chương trình sẽ được sản xuất và ghi hình trong năm 2021, tuy nhiên ảnh hưởng của dịch COVID-19 khiến chương trình bị hoãn đến tận 1 năm. Dù vậy, đây được xem là quãng thời gian để ê-kíp chắt lọc, thẩm thấu và hoàn thiện chương trình tốt hơn.
Mùa 2 được chương trình thông báo sản xuất từ cuối tháng 7 năm 2023, bắt đầu bằng một video gợi ý về các cố vấn sẽ xuất hiện trong chương trình khiến nhiều khán giả tò mò. Ít ngày sau, đoạn video tiếp theo được công bố hé lộ các nghệ sĩ sẽ tham gia mùa 2 của chương trình trong vai trò ban bình luận như Bích Phương, Tóc Tiên, Trấn Thành... Tiếp theo đó, lần lượt các mascot và nhân vật bí ẩn được chương trình hé lộ, cùng ngày chương trình thông báo ngày lên sóng tập đầu tiên vào 4 tháng 8 năm 2023.
Chương trình hiện do Đài Truyền hình Thành phố Hồ Chí Minh và công ty Vie Channel phối hợp thực hiện.

### Chọn thí sinh
Việc làm sao để chọn ra các nghệ sĩ tham gia và mỗi người trong đó đều phải mang những màu sắc riêng biệt là "bài toán" nan giải đầu tiên dành cho ekip sản xuất. Bên cạnh đó, ekip chương trình cũng cố gắng lựa chọn những nghệ sĩ với tuổi nghề từ gạo cội cho đến trẻ tuổi, đến từ nhiều nơi khác nhau bao gồm trong và ngoài nước với mong muốn tiếp cận đa dạng đối tượng khán giả. Sau khi đã có danh sách nghệ sĩ, công đoạn sản xuất chương trình bắt đầu được vận hành và ekip thậm chí đã mất gần nửa năm để họp bàn, đưa ra những kế hoạch tốt nhất.

### Ghi hình
Toàn bộ các tập phát sóng của chương trình được ghi hình tại phim trường Zoom Media, thành phố Hồ Chí Minh. Các buổi ghi hình được thực hiện trong trường quay với 99 khán giả mỗi tập.

### Bài hát chủ đề
Bài hát chủ đề của chương trình là "Behind The Mask" do Châu Đăng Khoa sáng tác và được thể hiện bởi ca sĩ Sofia và Red. Bài hát này xuất hiện lần đầu tiên ở tập 1 với sự góp mặt của 15 nhân vật cùng với ban cố vấn của chương trình.

### Thiết kế

#### Mascot và trang phục
—NTK Ngô Mạnh Đông Đông.
Các bộ mascot hóa trang cho các nhân vật của chương trình được thiết kế bởi nhà thiết kế Ngô Mạnh Đông Đông. Lấy cảm hứng từ các con vật, anh đã cho sáng tạo ra những mascot có thiết kế công phu, tỉ mỉ đến từng chi tiết. Mỗi bộ cánh đều được đính kết lông, đá chỉn chu. Bằng tài năng nổi bật của mình, anh đã chế tác ra các bộ mascot sống động, mang đến cho công chúng những tác phẩm có tính nghệ thuật cao. Nói về việc sáng tác những trang phục đặc biệt này, anh cho biết bản thân yêu thích việc mạo hiểm, nâng cấp bằng những thử thách mới và hy vọng nhận được nhiều lời khen về những bộ trang phục mascot "có một không hai" này. Dù nhiều kinh nghiệm làm trang sức, anh vẫn thấy khó khăn khi thực hiện những bộ mascot cho chương trình. Anh phải mời chuyên gia ở Mỹ sang Việt Nam để học hỏi, nghiên cứu, thậm chí anh còn phải học thêm cả những mảng không chuyên như tạo dáng, nội thất, kiến trúc...
Theo chương trình, mỗi mascot được xây dựng theo mỗi câu chuyện và tính cách khác biệt tạo nên điểm nhấn mới lạ của chương trình mà chưa từng có chương trình truyền hình nào tại Việt Nam có được ở thời điểm này. Bên cạnh đó, mascot của Ca sĩ mặt nạ được nhận xét là độc đáo, đẳng cấp hơn hẳn so với bản gốc. Đặc biệt, các thiết kế mascot này còn cao hơn một bậc so với phiên bản gốc của Hàn Quốc khi các nhân vật không cần mở tấm che miệng nhưng vẫn có thể hát được. Nhà thiết kế cho biết thêm: "Vị trí che và đặt micro của từng mascot cũng rất quan trọng. Chẳng hạn, Phượng Hoàng Lửa sẽ để micro và hát ngay cổ; Chàng Lúa sẽ hát dưới cằm vì phần miệng ở dưới và ánh mắt nhìn ở miệng của mascot. Chúng tôi phải nghiên cứu rất kỹ để đưa micro vào, tăng giảm cao thấp để ca sĩ có thể nhìn thấy và hát được".
Ở mùa thứ hai, Ngô Mạnh Đông Đông là người trực tiếp lên ý tưởng, thiết kế và xây dựng tạo hình các mascot nhân vật trong chương trình. Anh cho biết không xảy ra việc bí ý tưởng trong quá trình thiết kế, và mỗi mùa sẽ thiết kế mascot dựa trên một chủ đề nhất định; nếu mùa này thiết kế về thực vật thì mùa sau sẽ thiết kế về động vật, mùa sau nữa là đồ vật...
Để các nghệ sĩ có được cảm giác thoải mái nhất khi hát trong những bộ mascot này, ban tổ chức cho biết, họ đã có những điều kiện đặc biệt khi đặt hàng những bộ mascot với nhà thiết kế. "Đơn đặt hàng của chúng tôi dành cho nhà thiết kế là các bộ mascot phải đẹp, mặc vào phải thoải mái, dù có nặng hay cồng kềnh thì phải đảm bảo về mặt kỹ thuật để nghệ sĩ có thể hát được. Chúng tôi và nhà thiết kế đã cùng nhau làm việc rất kỹ, mang mascot thử đi thử lại nhiều lần với ban nhạc, khi đảm bảo được các yếu tố kỹ thuật rồi thì mới để nghệ sĩ mặc vào hát. The Masked Singer Vietnam là cuộc tranh tài giữa các nghệ sĩ, đặt chất lượng âm nhạc lên hàng đầu, chương trình không tạo ra thử thách làm khó nghệ sĩ trong hình hài mascot. Mascot chỉ là hình đáng bên ngoài tạo câu chuyện cho nghệ sĩ, yếu tố kỹ thuật phải được đảm bảo tối đa, để các nghệ sĩ có thể thực hiện tốt nhất phần thi của mình." Họ còn cho biết, việc đầu tư thiết kế cho những bộ mascot này là một quá trình kỳ công suốt hơn 1 năm của cả ekip, với tổng chi phí lên đến hàng tỷ đồng. Các bộ mascot của chương trình đều được làm rất công phu, thiết kế đẳng cấp và sử dụng nhiều nguyên vật liệu đắt tiền được nhập từ nước ngoài. Trước khi sản xuất ra sản phẩm cuối cùng, mỗi bộ mascot được làm mẫu nhiều lần, phải đảm bảo các yếu tố thẩm mỹ và các yêu cầu kỹ thuật khi trình diễn... Qua từng vòng thi, các bộ mascot còn được thêm thắt và thay đổi nhiều chi tiết để tạo khác biệt và mới mẻ cho người xem.
Bên cạnh mascot, trang phục của MC Ngô Kiến Huy cũng là một điểm chú ý trong chương trình. Đạo diễn sân khấu Vương Khang cho biết, anh bất ngờ khi mỗi tuần Ngô Kiến Huy đều đầu tư trang phục với các ý tưởng khác nhau có chủ đề rõ ràng để biến hoá hình tượng cùng với cách xuất hiện với các dancer. Theo tiết lộ, số tiền mà anh đầu tư cho trang phục lên đến 500 triệu đồng, với mong muốn mỗi lần xuất hiện thật chỉn chu. Ở mỗi tập, anh không chỉ tỉ mỉ với những bộ trang phục, mà còn tìm cho bằng được những chiếc mặt nạ phù hợp. Với anh, vị trí dẫn chương trình chính là biểu tượng, là hiện thân, là sắc màu của chương trình; cho nên những chiếc mặt nạ đóng vai trò cực kỳ quan trọng trong chương trình.

#### Sân khấu
Ở mỗi phần trình diễn, sân khấu đều được dàn dựng theo phong cách khác nhau với đạo cụ tỉ mỉ, chỉn chu để minh hoạ cho ca khúc mà nhân vật đang hát. Mọi góc quay đều được chương trình tính toán để tạo nên một tiết mục cực đỉnh với hiệu ứng thị giác xuất sắc, gây được nhiều thiện cảm với khán giả. Phần dàn dựng của vũ đoàn Bước Nhảy cũng được tính đến cho từng tiết mục trình diễn.

### Bảo mật
Ca sĩ mặt nạ là một trong những chương trình truyền hình có độ bảo mật cực kỳ cao và chặt chẽ. Các nghệ sĩ khi tham gia chương trình đều được bảo mật danh tính một cách tối đa với cả khán giả và các nhân viên khác ngoài ê-kíp của chương trình. Khi đến quay hình, các nghệ sĩ đều không được phép di chuyển bằng phương tiện cá nhân và không có trợ lý hay người quản lý đi cùng. Sẽ có xe của chương trình đưa đón nghệ sĩ đến phim trường và ghi hình theo khung giờ đã hẹn trước. Các nghệ sĩ sau đó đeo mặt nạ của mình và di chuyển vào phòng chờ, mỗi người một phòng chờ riêng biệt, có dán tên dành cho từng nghệ sĩ để không ai biết mình chung bảng với ai. Phòng chờ này chỉ cho phép stylist (nhà tạo mẫu) và ê-kíp chương trình vào để hỗ trợ nghệ sĩ trong các vấn đề liên quan đến trang phục. Kể cả khi lên sân khấu hay quay trở lại phòng chờ, các nghệ sĩ luôn có sự đồng hành và giám sát của các nhân viên ê-kíp để bảo đảm tuyệt đối tính bảo mật về thân phận, danh tính của họ. Thảo Trang chia sẻ khi tham gia chương trình trong mascot Kỳ Đà Hoa: "Đây không phải gameshow hát và biểu diễn mà còn là một thử thách về sức chịu đựng trong những bộ trang phục kín như bưng. Mang mặt nạ này hơi khó để nghe nhưng khi hát mỗi ca sĩ sẽ được mang tai nghe nhét tai". Mai Tiến Dũng, người từng tham gia chương trình trong mascot Hươu Thần, cho biết thêm: "Chỗ đậu xe cũng không được đậu, mọi người phải đón nhau từ xa, bước vô trùm mền kín, mỗi người một phòng riêng. Tôi nghe giọng ngờ ngợ nhận ra ca sĩ đó, muốn qua bắt tay cũng không cho, mỗi người hoàn toàn biệt lập hết, từng người ra hát xong thì giấu kín". Danh tính của các nghệ sĩ mascot được ê-kíp bảo mật tối đa và chỉ được tiết lộ khi họ cởi mặt nạ ngay trên sân khấu của chương trình.

### Âm nhạc
Nhạc sĩ Hoài Sa hiện đang là người đảm nhiệm vai trò giám đốc âm nhạc của chương trình. Anh cũng là một trong số ít những người biết trước được danh tính thật của các nhân vật tham gia chương trình. Theo tiết lộ của anh, có nghệ sĩ tham gia chương trình này là huyền thoại. Anh cho biết: "Khi nghe biên tập báo danh sách các nghệ sĩ tham gia chương trình này, tôi đã rất bất ngờ khi họ có thể quy tụ một dàn hot như vậy, có những người là huyền thoại, có người đang on trend luôn. Tôi nghĩ khi nghệ sĩ tham gia với một công ty uy tín sẽ được đảm bảo về thương hiệu và có những trải nghiệm rất hay."
Chia sẻ khi được giao trọng trách giám đốc âm nhạc cho chương trình, anh cho biết, những người tham gia không phải thí sinh mà là người nổi tiếng; anh hiểu đâu là thế mạnh của mỗi người vì đã từng làm việc qua với họ. "Nhưng, trong chương trình, họ phải hát những dòng nhạc không - làm - nên - tên - tuổi của họ. Đó là bài toán khó nhưng cũng là sự hứng khởi đối với tôi", anh cho biết, "Khi tập họ hát theo thói quen chứ lên sân khấu thì hào quang mới chiếu vào và họ sẽ có cảm xúc thật. Tôi ngồi đó và kết nối họ cùng dàn nhạc, cảm xúc thật sự đến từ đó."
Cố vấn âm nhạc của chương trình được đảm nhận bởi nhạc sĩ Nguyễn Hoàng Duy. Anh thừa nhận rằng mình càng áp lực hơn khi tiếp tục đảm nhận vai trò cố vấn âm nhạc ở mùa 2, đặc biệt là sau thành công của mùa 1. Theo anh, bên cạnh ekip sản xuất, chính các nghệ sĩ tham gia chương trình cũng có cách để tạo nên những bất ngờ thú vị trong chương trình.

### Nhà tài trợ
Ngân hàng Quốc tế (VIB) là nhà tài trợ chính của Ca sĩ mặt nạ. Ông Tăng Hoàng Quốc Thái - giám đốc ban Marketing & truyền thông của VIB, đại diện nhà tài trợ - đánh giá cao tính sáng tạo, hiện đại, trẻ trung và đầu tư nghiêm túc của chương trình. "Đó là lý do chúng tôi chọn đồng hành với chương trình ngay từ đầu và là đơn vị đầu tiên trong lĩnh vực tài chính ngân hàng phối hợp với đối tác sản xuất", ông chia sẻ.

## Phát sóng
Ca sĩ mặt nạ lên sóng tập đầu tiên vào ngày 16 tháng 7 năm 2022. Mùa đầu tiên của chương trình được phát sóng trên kênh HTV2 - Vie Channel và Vie Giải Trí lúc 20:00 thứ 7 hàng tuần, và phát hành trên ứng dụng VieON sớm hơn 30 phút vào lúc 19:30. Các tập phát sóng của chương trình được công chiếu trên kênh YouTube của nhà sản xuất Vie Channel lúc 21:00 cùng ngày (trước đó là 21:30).
Đêm công bố và trao giải mùa 1 diễn ra tại The Masked Singer Vietnam -  All-Star Concert vào ngày 19 tháng 11 năm 2022 và được truyền hình trực tiếp đồng thời trên truyền hình, ứng dụng VieON và kênh YouTube chính thức của nhà sản xuất vào lúc 22:30. Các phần còn lại được phát sóng vào lúc 21:00 ngày 10 tháng 12 và 17 tháng 12 năm 2022 và phần Remaster Version phát sóng lúc 20:00 ngày 24 tháng 12 năm 2022 trên kênh HTV2 - Vie Channel, Vie Giải Trí, ứng dụng VieON và được công chiếu trên kênh YouTube chính thức của nhà sản xuất Vie Channel, được phát hành đầy đủ lúc 21:00 ngày 25 tháng 12 năm 2022 trên kênh YouTube Vie Channel - Music.
Mùa 2 của chương trình lên sóng trên kênh HTV2, VTVCab 1, ứng dụng VieON và công chiếu trên kênh YouTube của nhà sản xuất Vie Channel lúc 21:00 thứ 6 hàng tuần, bắt đầu từ ngày 4 tháng 8 năm 2023. Phần công bố kết quả chung cuộc và lộ diện danh tính thật lên sóng vào lúc 21:00 thứ 4 hàng tuần, bắt đầu từ ngày 16 tháng 8 năm 2023 đến ngày 20 tháng 9 năm 2023. Bắt đầu từ tập 7 được phát sóng ngày 22 tháng 9 năm 2023, khán giả được xem trọn vẹn cả tập chính và phần lộ diện vào 21:00 thứ 6 hàng tuần.
Đêm công bố và trao giải mùa 2 diễn ra tại The Masked Singer Vietnam -  All-Star Concert vào ngày 16 tháng 12 năm 2023 và được truyền hình trực tiếp đồng thời trên truyền hình, ứng dụng VieON và kênh YouTube chính thức của nhà sản xuất vào lúc 22:00. Các phần còn lại được phát sóng vào lúc 21:00 ngày 30 tháng 12 năm 2023 và 13 tháng 1 năm 2024 (Riêng khán giả sử dụng tài khoản VIP của VieON có thể xem sớm phần 2 vào lúc 21:00 ngày 6 tháng 1 năm 2024).

## Ban cố vấn
Ở mùa đầu tiên, Trấn Thành, Tóc Tiên và Wowy đảm nhiệm vai trò cố vấn cố định, trong khi Ngô Kiến Huy đảm nhiệm vai trò MC của chương trình. Vì lý do công việc cũng như hạn chế về mặt chuyên môn, Wowy chỉ góp mặt trong hai vòng đầu tiên của chương trình (đến hết tập 9) ở mùa này, và từ tập 10, Đức Phúc là cố vấn cố định thay thế.
Ở mùa thứ hai, Trấn Thành và Tóc Tiên tiếp tục giữ vai trò cố vấn cố định, với sự tham gia lần đầu của Bích Phương. Ngô Kiến Huy tiếp tục đảm nhiệm vai trò MC của chương trình.
Bên cạnh đó, cố vấn khách mời cũng xuất hiện trong chương trình và thay đổi trong mỗi tập phát sóng.

## Tổng quan các mùa
| Mùa | Mùa | Thí sinh | Số tập | Số tập | Phát sóng gốc       | Phát sóng gốc        | Quán quân              | Á quân                       | Giải ba                  | TK     |
| Mùa | Mùa | Thí sinh | Số tập | Số tập | Phát sóng lần đầu   | Phát sóng lần cuối   | Quán quân              | Á quân                       | Giải ba                  | TK     |
| --- | --- | -------- | ------ | ------ | ------------------- | -------------------- | ---------------------- | ---------------------------- | ------------------------ | ------ |
|     | 1   | 15       | 17     | 17     | 16 tháng 7 năm 2022 | 19 tháng 11 năm 2022 | Ngọc Mai ("O Sen")     | Hà Trần ("Phượng Hoàng Lửa") | Myra Trần ("Lady Mây")   | [ 2 ]  |
|     | 2   | 18       | 17     | 17     | 4 tháng 8 năm 2023  | 16 tháng 12 năm 2023 | Anh Tú ("Voi Bản Đôn") | Orange ("Ong Bây Bi")        | Hương Lan ("Cú Tây Bắc") | [ 45 ] |

## Đón nhận
Ngay khi lên sóng, sự hấp dẫn của những ca khúc được chọn lọc, cộng với những yếu tố bí ẩn, bất ngờ và khó đoán từ giọng ca bên trong mascot là của ca sĩ – nghệ sĩ nổi tiếng nào đã tạo nên cơn sốt dự đoán cho chương trình. Trên ứng dụng VieON, lượt người xem cùng lúc (CCU) có lúc đạt mốc 20.000 người xem. Bản phát sóng trên YouTube cũng đã chạm mốc 2 triệu lượt xem, lọt vào top thịnh hành sau gần 4 ngày phát sóng. Đây có thể được coi là một thành tích đáng nể của một chương trình truyền hình mới ra mắt giữa thời điểm bão hòa của truyền hình hiện nay. Bên dưới tập phát sóng, nhiều khán giả đã để lại bình luận khen ngợi sự đầu tư của chương trình và ban cố vấn.
Thành công của chương trình King of Mask Singer tại Việt Nam dưới phiên bản Ca sĩ mặt nạ được coi là thành công hơn rất nhiều so với chương trình Mặt nạ ngôi sao từng được phát sóng trên kênh HTV7 vào năm 2017. Sự đầu tư công phu, kỹ lưỡng cho từng nhân vật mascot tham gia chương trình, cũng như sự đầu tư về sân khấu và dàn dựng các tiết mục tham gia đã và đang làm nên sự thành công của chương trình nói chung. Sức hút và độ lan tỏa của chương trình Ca sĩ mặt nạ chính là sự cộng hưởng của âm nhạc và cảm xúc, của ký ức và hiện tại được kết nối bởi format tuy không lạ nhưng đầy mới mẻ với người xem. Có thể nói, đây là một trong những chương trình truyền hình chiếm được tình cảm của đông đảo khán giả nhất. Khán giả trông chờ vào chương trình mỗi tuần không chỉ để xem ai là người lộ diện tiếp theo sau những chiếc mặt nạ kia, mà hơn hết là để thưởng thức những màn biểu diễn "chất như nước cất" khó có thể tìm được ở bất cứ chương trình truyền hình ca nhạc nào khác. Thành công của Ca sĩ mặt nạ đến từ sự xuất hiện của 15 vị khách mời, những nhân vật đã lộ diện đều là những ca sĩ có tiếng trong làng giải trí Việt. Mỗi người 1 chất giọng, 1 cá tính và tư duy âm nhạc khác nhau đã biến chương trình thành 1 "vườn hoa" thanh âm đầy phong phú và đa sắc màu. Đây là điều hiếm thấy ở một chương trình truyền hình Việt Nam hiện nay. Cũng thông qua chương trình, nhiều nghệ sĩ tham gia như Lương Bích Hữu, Thùy Chi, Hà Nhi hay Uyên Linh đã trở nên nổi tiếng vượt bậc, đưa họ đến những vị thế xứng đáng với tài năng và sự cống hiến trong suốt thời gian qua.
Sức hút của chương trình không chỉ đến từ những màn trình diễn đỉnh cao trên sân khấu mà còn vì thông điệp ý nghĩa đằng sau nó. Chương trình không có "loại" và không gọi các nghệ sĩ là "thí sinh", các màn trình diễn đều chỉ mang tính chất tôn vinh giọng hát. Ý nghĩa ấy được thể hiện rõ nhất ở phần lộ diện - khoảnh khắc nhằm tôn vinh các nghệ sĩ. Việc cởi bỏ mặt nạ chỉ mang tính chất nói lên rằng khán giả muốn gặp gỡ nghệ sĩ nào, chứ không hề có sự tranh đua hơn thua ở đây. Hơn nữa, chương trình cũng đã rất biết cách khơi gợi sự tò mò cho khán giả. Ban cố vấn nhiều lần thừa nhận với chương trình rằng họ hoàn toàn bị thuyết phục vì những đoạn clip manh mối được lồng ghép sâu xa các gợi ý về dàn nhân vật mascot. Đó có thể là biệt danh, thành tựu, những bản hit làm nên tên tuổi, hôn nhân, cột mốc sự nghiệp,... Các nghệ sĩ bí ẩn cũng rất chịu khó bẻ giọng hát, dẫn dắt nhiều câu chuyện vòng vo để làm khó hội đồng cố vấn và khán giả. Càng vào những vòng trong, càng có thêm nhiều gợi ý được chương trình đưa ra. Đó cũng chính là lý do chương trình càng khiến khách mời lẫn người xem phải tò mò, dự đoán cho bằng được danh tính nghệ sĩ đang ẩn mình dưới lớp mặt nạ. Cách biến tấu luật chơi độc đáo nhưng cũng không kém phần hài hước, thú vị đã khiến Ca sĩ mặt nạ ngày càng trở thành "món ăn tinh thần" hấp dẫn đối với khán giả truyền hình mỗi cuối tuần. Khán giả có thể bật cười sảng khoái vì sự hài hước, hóm hỉnh, duyên dáng với các màn đối đáp giữa các "ca sĩ mặt nạ" và ban cố vấn; có thể chau mày, ngạc nhiên khi nghĩ mãi không ra giọng hát này là ai dù "nghe vài chỗ quen lắm" hay có khi lặng người thán phục vì bị cuốn vào vẻ đẹp của một ca khúc "hit" được xử lý tuyệt vời, đẳng cấp...
Sức hút từ chương trình cho thấy khán giả vẫn rất "khát" những ca sĩ có giọng hát chất lượng, những chương trình âm nhạc mà ở đó âm nhạc mới thật sự cốt lõi chứ không phải chiêu trò. Yếu tố ganh đua cạnh tranh giữa các nghệ sĩ không quá nhiều như những chương trình truyền hình khác, mỗi nghệ sĩ đều tập trung tận hưởng và thỏa mãn với màn trình diễn của mình. Sau mỗi tập phát sóng, đại bộ phận khán giả thường không quá quan tâm xem ai sẽ là quán quân của chương trình mà hy vọng nhân vật họ yêu thích đi thật xa để nghe người đó hát nhiều hơn.
Bên cạnh đó, yếu tố âm nhạc trong chương trình Ca sĩ mặt nạ thật sự mê hoặc người nghe, tạo nên sức hút của chương trình trong thời điểm các gameshow âm nhạc hiện nay quá sa đà vào drama, chất lượng không đồng đều. Dễ thấy, chiếm phần không nhỏ trong hàng vạn bình luận dưới kênh YouTube chương trình là sự ngưỡng mộ dành cho những bản phối bắt tai và lay động mà ban nhạc - do nhạc sĩ Hoài Sa đảm trách - cũng như nhóm bè Cadillac mang lại. Cũng là những ca khúc quen thuộc, nhưng trên sân khấu Ca sĩ mặt nạ, với sự thể hiện của Phượng Hoàng Lửa, Kỳ Đà Hoa, O Sen..., những bài hát ấy vang lên khác hẳn, như nhìn nhận của nhiều ca sĩ hay người nghe nói chung là "lên level". Cũng có những ý kiến cho rằng, ban nhạc Hoài Sa là một trong những "sức hút" khiến các nghệ sĩ, thậm chí chưa chơi gameshow nào, đến với chương trình này. Việc nhiều ca sĩ sở hữu giọng hát khủng làm mới những ca khúc bất hủ, phần hòa âm - phối khí của đội ngũ nhạc sĩ Hoài Sa và nhóm bè Cadillac đã giúp chương trình càng thêm thăng hạng. Bằng chứng là các tiết mục của các nhân vật mascot đều đón nhận những phản hồi vô cùng tích cực của công chúng yêu nhạc.

### Đánh giá
Bài viết trên báo Phụ nữ Việt Nam cho hay, yếu tố âm nhạc của chương trình luôn khiến nhiều người xuýt xoa khen ngợi rằng chương trình như 1 "đại tiệc" âm nhạc, nơi dung hòa giữa nghệ sĩ, chất lượng âm thanh và sự đầu tư chỉn chu của đơn vị sản xuất. Bài viết cũng cho biết, sự thành công của chương trình là sự tổng hòa của nhiều yếu tố, mặc dù vẫn có những lùm xùm gây ồn ào dư luận không hề nhỏ, nhưng những ồn ào đó cũng góp phần giúp show thêm thu hút dư luận vì vẫn nằm trong tầm kiểm soát, không đi quá xa đến những lằn ranh của công chúng.
Bài viết trên báo Giao thông chỉ ra hai yếu tố "gây sốt" cho chương trình Ca sĩ mặt nạ, đó là phần âm nhạc đỉnh cao và dàn khách mời chất lượng, được đầu tư nghiêm túc. Sân khấu chương trình được bài viết cho là được thực hiện công phu, rực rỡ và hoành tráng, không thua xa các liveshow ca nhạc.
Bài viết giải mã sức hút của chương trình trên báo Tiền Phong đánh giá cao chương trình Ca sĩ mặt nạ, trong đó kể đến tính chất "khó và dễ đoán" của các nhân vật mascot: "Việc giấu biệt nhân dạng người chơi khiến cho họ tập trung tuyệt đối vào giọng hát. Một điều thú vị nữa là sự giấu mặt xóa nhòa sự khác biệt về danh tiếng. Và khán giả được chứng kiến sự cạnh tranh hoàn toàn lành mạnh thuần túy dựa trên chuyên môn. Dù cho với tai thính hơn người, họ có thể đoán biết được đang phải đấu với đồng nghiệp nào". Bài viết còn cho biết, phiên bản Việt có tham vọng trở thành chương trình âm nhạc giải trí đỉnh cao khi mời toàn các giọng ca chuyên nghiệp, có tên tuổi. Khác với phiên bản Mỹ, khi mà các thí sinh tham gia chương trình chỉ để có thêm trải nghiệm nhớ đời thì phiên bản Việt lại khai thác được khát vọng cống hiến bên trong mỗi nghệ sĩ; cho nên ai cũng muốn được tiếp tục sáng tạo, thể nghiệm, được ở lại lâu hơn với khán giả; vì thế ngoài cạnh tranh với đối thủ, họ còn phải thi đấu với chính mình.
Báo Dân Việt cho hay, những nghệ sĩ tham gia chương trình được tôn vinh và yêu thích ngay cả khi công chúng còn đang tranh cãi và hoài nghi xem họ thực sự là ai. Đồng Lan chia sẻ với báo Dân Việt rằng, trong số các thí sinh tham gia, có thể nhận ra nhiều ngôi sao với giọng hát lôi cuốn, mang đầy nội lực. "Phía sau lớp mặt nạ, những nghệ sĩ khẳng định được thực lực và đẳng cấp của mình. Có thể khán giả đã nhận ra họ nhưng vẫn muốn giữ họ ở lại", cô cho biết.
Bài viết trên Zing nhận định, chương trình đảm bảo được chất lượng âm nhạc, được khán giả quan tâm, tuy nhiên so với format gốc, Ca sĩ mặt nạ bị cho là lê thê, kéo dài thêm nhiều tập trong khi các mascot đã bị đoán hết. Bài viết này khẳng định, tuy bám khá sát từ format đến cách xây dựng mascot của phiên bản Mỹ, chương trình lại kéo dài đến hơn 15 tập trong khi phiên bản nước ngoài chỉ gói gọn trong khoảng 10 - 12 tập, khiến cho sự bất ngờ của chương trình bị giảm sút phần nào và khiến khán giả có thêm thời gian và manh mối để đoán ra nhân vật bí ẩn.

### Giải thưởng
| Năm  | Giải thưởng              | Hạng mục                                     | Đề cử cho    | Kết quả   | TK                   |
| ---- | ------------------------ | -------------------------------------------- | ------------ | --------- | -------------------- |
| 2022 | Giải Mai Vàng lần thứ 28 | Chương trình trên nền tảng số và truyền hình | Ca sĩ mặt nạ | Đoạt giải | [ 63 ] [ 64 ] [ 65 ] |
| 2022 | Giải Mai Vàng lần thứ 28 | Người dẫn chương trình truyền hình           | Ngô Kiến Huy | Đoạt giải | [ 63 ] [ 64 ] [ 65 ] |
| 2023 | Giải Mai Vàng lần thứ 29 | Chương trình trên nền tảng số và truyền hình | Ca sĩ mặt nạ | Đề cử     |                      |

## Hoạt động bên lề

### The Masked Singer Vietnam All Star Concert 2022
Vào cuối tháng 9 năm 2022, chương trình thông báo sẽ tổ chức sự kiện All-star Concert vào tháng 11, quy tụ 15 nghệ sĩ ẩn mình sau các lớp mascot. Đến cuối tháng 10, ban tổ chức đã ấn định thời gian tổ chức sự kiện này vào lúc 20:00 ngày 19 tháng 11 năm 2022 tại Sân vận động Phú Thọ, TP.HCM. Theo thông báo chính thức của chương trình cuối tháng 10, danh tính cũng như thứ hạng của 3 nhân vật trụ lại sau chung kết mùa 1 sẽ được tiết lộ trong sự kiện này. Phần công bố kết quả và trao giải được truyền hình trực tiếp lúc 22:30 trên kênh HTV2 - Vie Channel, Vie Giải Trí, ứng dụng VieON và kênh YouTube chính thức của nhà sản xuất Vie Channel.
Sự kiện này được phát sóng vào 21:00 ngày 10 tháng 12 và 17 tháng 12 năm 2022 trên kênh HTV2 - Vie Channel, Vie Giải Trí và ứng dụng VieON. Bản Remaster đêm Công bố trao giải được phát sóng vào lúc 20:00 ngày 24 tháng 12 năm 2022 trên kênh HTV2 - Vie Channel, Vie Giải Trí, ứng dụng VieON và kênh YouTube chính thức của nhà sản xuất Vie Channel. Bản đầy đủ dài 4 giờ được phát sóng vào lúc 21:00 ngày 25 tháng 12 năm 2022 trên kênh YouTube Vie Channel - Music.

### The Masked Singer Vietnam All Star Concert 2023
Sau thành công của mùa đầu tiên, vào cuối tháng 10 năm 2023, chương trình thông báo sẽ tổ chức sự kiện All-star Concert vào tháng 12, quy tụ 30 nghệ sĩ gồm 18 mascot của mùa 2, 3 mascot xuất sắc của mùa 1 cũng như các khách mời đặc biệt. Đến ngày 3 tháng 11, ban tổ chức đã ấn định thời gian tổ chức sự kiện này vào lúc 18:45 ngày 16 tháng 12 năm 2023 tại Trung tâm Hội chợ và Triển lãm Sài Gòn (SECC), ở quận 7, TP.HCM. Giống như mùa trước, danh tính cũng như thứ hạng của 3 nhân vật trụ lại sau chung kết mùa 2 sẽ được tiết lộ trong sự kiện này. Ba mascot xuất sắc của mùa 1 tham gia trình diễn đã được tiết lộ gồm có Bướm Mặt Trăng – Trung Quân, Lady Mây – Myra Trần và Tí Nâu – Thùy Chi, còn Hương Tràm, Tùng Dương, Lệ Quyên, Erik và các rapper Tez, Pháp Kiều, Ogenus và Rhyder là những khách mời đặc biệt trình diễn trong đêm concert này. Ngoài ra, đêm concert sẽ chứng kiến màn lộ diện của các mascot Tiểu Phượng Hoàng, Nàng Mây – người hỗ trợ các mascot ở mùa 1, và Cô M23 – người xuất hiện trong chương trình Sóng 23. Phần công bố kết quả và trao giải được truyền hình trực tiếp lúc 22:00 và được phát lại bản Remaster lúc 21:00 ngày 20 tháng 1 năm 2024 trên kênh HTV2, VTVCab 1, ứng dụng VieON và kênh YouTube chính thức của nhà sản xuất Vie Channel.
Sự kiện được phát sóng vào lúc 20:00 ngày 30 tháng 12 năm 2023 và 21:00 ngày 13 tháng 1 năm 2024 trên kênh HTV2, VTVCab 1 - On Vie Giải Trí và kênh YouTube chính thức của nhà sản xuất Vie Channel, riêng khán giả sử dụng tài khoản VIP trên ứng dụng VieON sẽ xem phần 1 vào lúc 20:00 ngày 30 tháng 12 năm 2023 và được xem sớm phần 2 vào lúc 20:00 ngày 6 tháng 1 năm 2024.